# Théodore de Banville
Théodore de Banville (Moulins, 14 marzo 1823 – Parigi, 13 marzo 1891) è stato un poeta e scrittore francese.

## Biografia
Figlio di un ufficiale di marina, una volta trasferitosi a Parigi, studiò legge. Dopo essersi introdotto nella bohème artistica, iniziò la sua carriera giornalistica collaborando con il Pamphlet (1848), occupandosi di costume.
Strinse amicizia con Théophile Gautier, e assieme a lui collaborò con numerose riviste, tra le quali si ricordano: Le Corsaire, L'Artiste, che aprirono la porta al movimento parnassiano.
La sua prima raccolta, Le cariatidi, uscì nel 1857 in Italia (dopo essere stata pubblicata per la prima volta nel 1841 in Francia) ed evidenziò un forte legame dell'autore con il Romanticismo. Da un componimento contenuto in questa raccolta, Viae Lactee, Arthur Rimbaud si ispirò per la composizione della poesia Ofelia. Les cariatides rimase comunque un'opera anticipatrice del movimento del parnassianesimo, a cui Banville aderì.
Le sue linee guida furono il culto della bellezza, grazie ad un episodico recupero dei classici, unito ad una scarsa stima del mondo borghese. Il suo percorso artistico lo condusse verso la cosiddetta arte per l'arte, concretizzata nella ricerca di novità e sperimentazioni.
Tra i suoi lavori più significativi, si annoverano: Odes funambolesques (1857), caratterizzate da una forte carica di umorismo, ricerca tecnica ed emozione poetica; Contes féeriques, una serie di racconti; Diane au bois (1864), opera teatrale ispirata alla mitologia.
A lui è attribuito il titolo Petits poèmes en prose dell'opera postuma di Baudelaire Le Spleen de Paris, uscita nel 1869. L'anno dopo riceve Ophélie e altre poesie del sedicenne Arthur Rimbaud, il quale chiede a Banville in una lettera allegata di far parte dei poeti parnassiani. Banville criticherà poi Bateau ivre di Rimbaud per l'accostamento dell'io lirico col battello. Nel 1873, sulla falsariga dei ragionamenti sul ritmo e sui metri, pubblica Petit traité de poésie française che ha il merito di riconsiderare i versi di ogni misura (dal monosillabo in poi), creare un collegamento stretto tra musica e poesia e negare l'equazione canonica tra versificazione e poeticità.

## Critica
(Alphonse Lemerre nel 1887)